# Teatro Municipal Severino Cabral

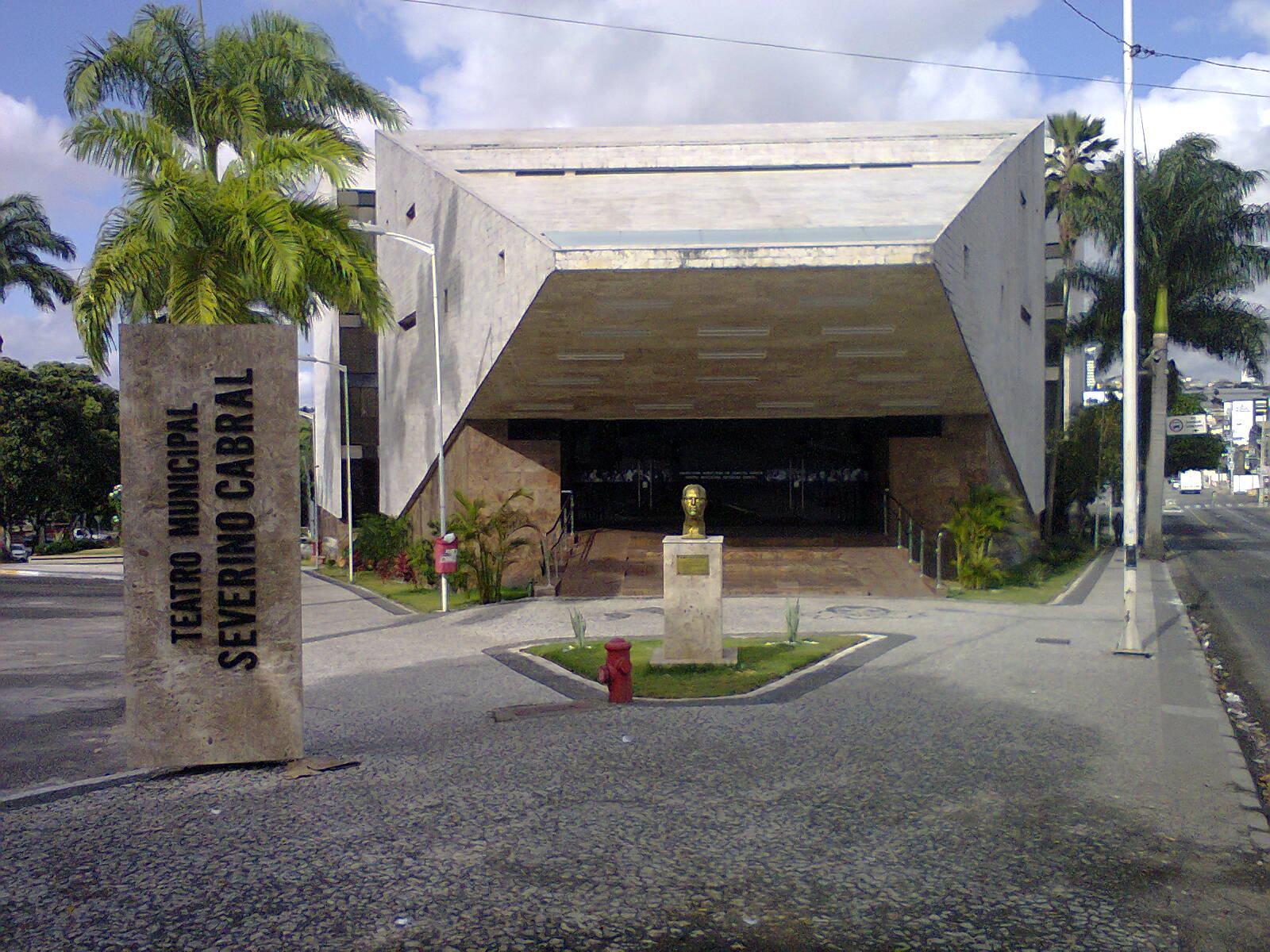
Vista frontal do teatro.

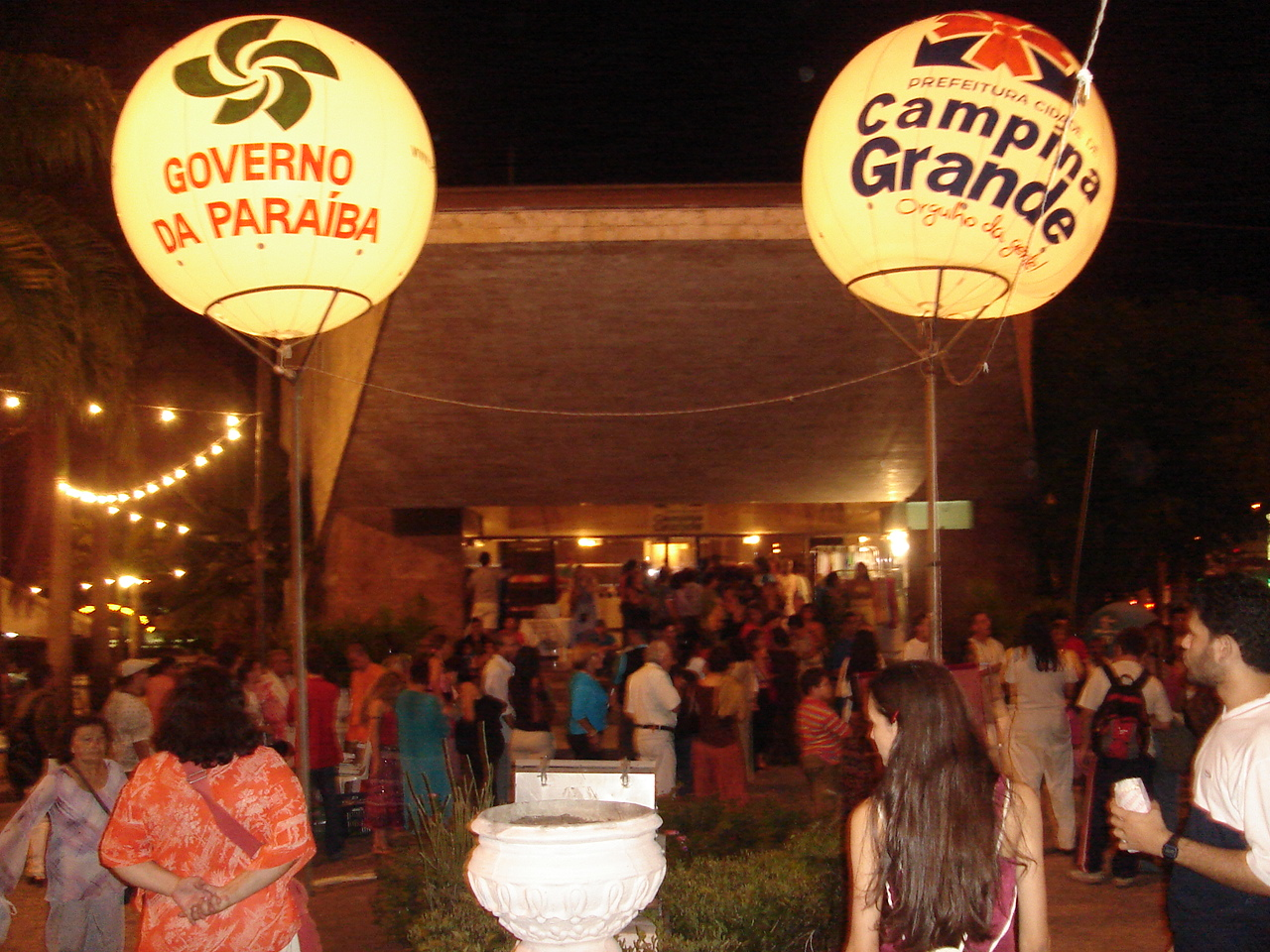
Teatro Municipal Severino Cabral durante o Encontro da Nova Consciência.

O Teatro Municipal Severino Cabral está localizado na cidade brasileira de Campina Grande, estado da Paraíba. É considerado um ícone cultural, e um dos símbolos da cidade de Campina Grande, sendo sede de diversos eventos e palestras na cidade.

## História
O Teatro foi inaugurado no dia 30 de novembro de 1963, às 10 horas da manhã. Foi construído por Severino Bezerra Cabral, prefeito de Campina que lhe deu nome.Teve Austro de França Costa como engenheiro e, como projetista da arquitetura do edifício, Geraldino Pereira Duda,  além de demais colaboradores. No mesmo dia, apresentou-se o ator e humorista José Vasconcelos, bastante conhecido no rádio e da TV brasileira. Com a inauguração do Teatro Municipal, a região ganhou uma importante casa de espetáculos.
Durante suas quatro décadas, o teatro serviu a produções artísticas tanto da Paraíba, quanto da própria Campina Grande. O teatro se encontra no centro da cidade, na Avenida Floriano Peixoto, a principal avenida do Centro. Sua arquitetura moderna tem inegável importância história, artística e patrimonial, tendo sido palco de eventos nacionais e regionais.

## Idealização

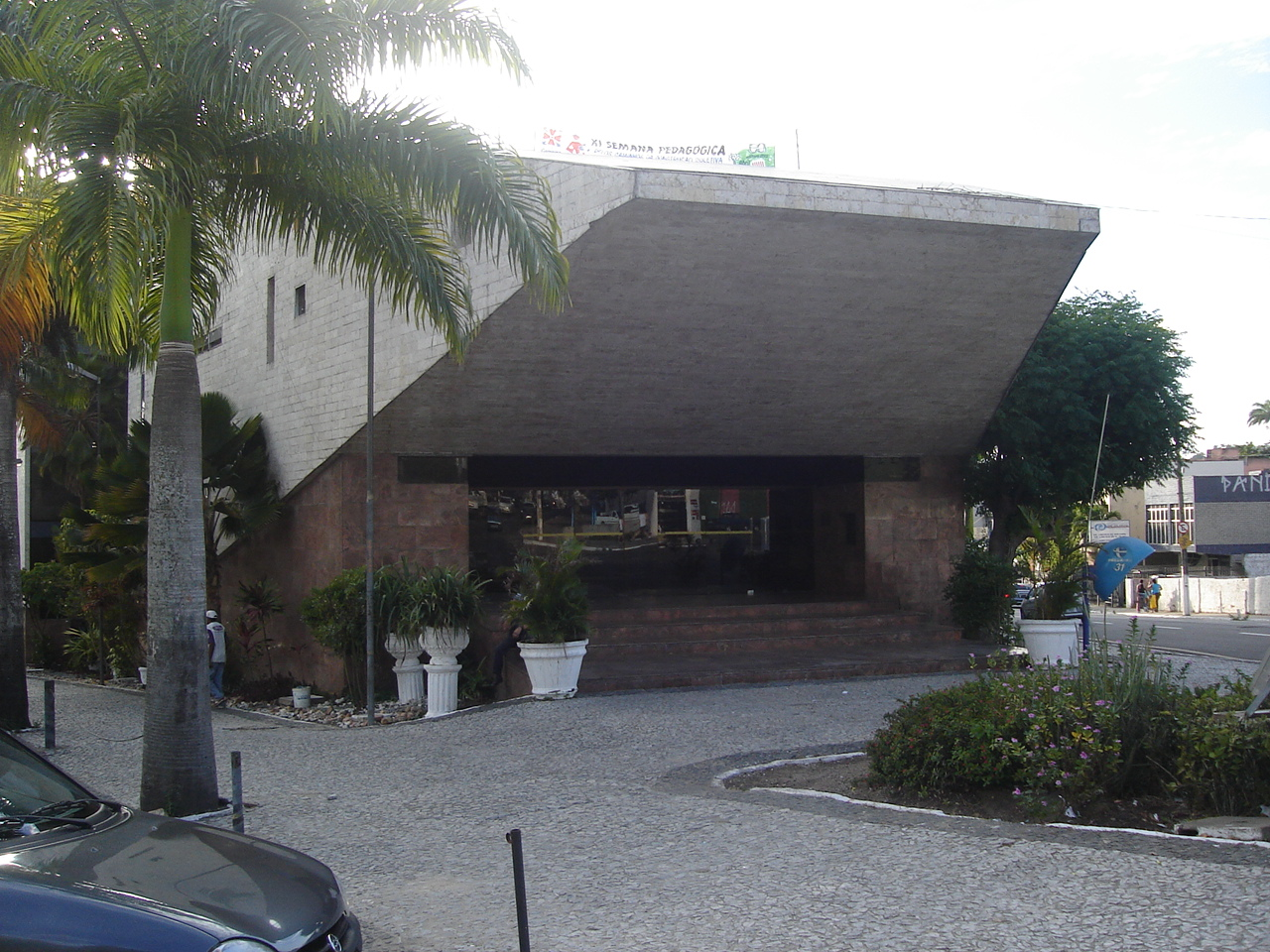
Vista frontal do Teatro Severino Cabral, que possui formato de um apito.

Nos anos sessenta, durante o regime ditatorial, as manifestações artísticas enfrentaram a censura. Nesse período, em Campina Grande, um grupo de artistas amadores reivindicaram a construção de um teatro, para expor o trabalho dos artistas. Até então, todas as apresentações teatrais na cidade eram realizadas nas salas do Capitólio e do Babilônia, os cineteatros. E foi ai que o então prefeito da época Severino Cabral designou Austro de França Costa, diretor de planejamento e urbanismo da prefeitura para construir na cidade um teatro. A arquitetura ficaria a cargo do jovem desenhista Geraldino Pereira Duda.

## Arquitetura e infraestrutura
O Engenheiro Austro de França Costa diretor de planejamento e urbanismo da prefeitura da cidade de Campina Grande na época, planejou, calculou e construiu junto com seus colaboradores entre eles o assessor técnico projetista Geraldino Duda que projetou toda a arquitetura do teatro. A estrutura do prédio simboliza a entrada de Campina Grande na era da cultura de alto nível através do teatro. possui uma área edificada de 4.816 m², bar social, camarotes com 58 lugares, 10 camarins, galeria de arte, palco de 400 m² de profundidade e sanitários públicos, com 14 unidades individuais em cada. Em 1988, a parte central ampliada para 586 lugares.
O Teatro Municipal Severino Cabral tem uma central de ar-condicionado, um sistema de combate a incêndio (33 extintores, alarmes, mangueiras para hidrantes), um elevador social (capacidade para 8 pessoas) e uma subestação elétrica.
O prédio já passou por duas reformas, a primeira delas foi em 1975, durante a administração do prefeito Evaldo Cavalcanti Cruz. A segunda durou em 24 de setembro de 1986 a 20 de abril de 1988, na gestão de Ronaldo Cunha Lima.

### Design
Primeiramente, o teatro estava planejado para cobrir apenas o centro do terreno onde hoje se encontra. No entanto, teve a ideia de fazer um instrumento musical, pois no teatro há música e música inspira arte. Com isso,segundo o projetista Geraldino Pereira Duda o teatro foi inspirado em um apito ou bico de flauta, ao mesmo tempo, no seu projeto.  Sua arquitetura moderna tem inegável importância história, artística e patrimonial para a cidade e região. "Se Geraldino Pereira Duda não pode ser considerado o introdutor da Arquitetura Moderna em Campina Grande, com certeza ele concebeu uma das obras mais significativas e de vasta repercussão para os padrões da época: o Teatro Municipal Severino Cabral(...) o Teatro Municipal foi sua criação maior, onde manipulou os métodos projetuais e os elementos da moderna arquitetura brasileira com maior desenvoltura e inventividade, chegando a um resultado elaborado, concebido por um jovem desenhista sem formação acadêmica. ".

### Miniteatro Paulo Pontes
Além do teatro municipal, não havia um lugar para apresentação de espetáculos mais tímidos, de âmbito menor. Os artistas que fossem apresentar pequenas peças, se sentiam intimidados com o espaço gigante do teatro. Daí, no final da década de 1970 e início da década de 1980, foi construído, dentro do teatro municipal, o miniteatro Paulo Pontes, que possui 80 lugares.

### Organização do teatro
Em sua área anterior (nos fundos do teatro), encontra-se a administração, o miniteatro Paulo Pontes (que tem 80 lugares), a Galeria de Artes Irene Medeiros, 2 camarins individuais, 5 sanitários,  um hall e dois depósitos.
O térreo : contém um corredor que às vezes mantém uma miniexposição de artes e escadarias para os demais pavimentos.
O primeiro andar : pode-se encontrar 2 camarins coletivos, 4 sanitários e hall.
O segundo andar : também 2 camarins coletivos, 4 sanitários e hall.
O terceiro andar : conta com sala de ensaios, vestiário, 2 copas, 6 sanitários e hall.
O quarto andar : possui 2 alojamento, 3 copas, 6 sanitários e hall.

## Escola de dança do Municipal
Para atender crianças carentes e instigar o espírito artístico de cada uma delas, foi criado na década de 1990 uma escola de dança no teatro municipal, durante a Gestão do ator Gilmar Albuquerque por Cláudia Saboya. Atualmente, ela atende a 50 crianças carentes que estejam na rede municipal de ensino, ensinando-as o balé clássico.